# Caridina tonkinensis
Caridina tonkinensis е вид десетоного от семейство Atyidae.

## Разпространение
Този вид е разпространен във Виетнам.